# 해동고승전
《해동고승전》(海東高僧傳)은 삼국 시대에 활약했던 승려들의 열전을 모아 놓은 책으로, 고려 고종 2년(1215)에 각훈(覺訓)이 편찬했으며, 현존하는 책 가운데 한국에서 가장 오래된 승려 전기이다.
전질 중 2권만이 발견되었으며 여기에는 순도(順道)를 비롯한 18인의 전기가 들어 있다. 책머리에는 석보(釋譜: 고타마 붓다의 계보)와 불교의 동방 전래에 대해 기록하고 있다. 《수이전》에 실렸던 설화 〈아도전〉·〈원광법사전〉이 여기에 실려서 전해지고 있다.
《해동고승전》의 편집자로 알려진 각훈에 대해서는 별로 알려진 바가 없다. 개성의 유명한 절인 영통사(靈通寺)의 주지승이었다는 점만 전해 내려지며, 《고려사》에서도 그의 흔적을 찾아볼 수 없다.

## 개설
고려 고종 2년(1215년)에 오관산(五冠山) 영통사(靈通寺)의 주지이던 각훈(覺訓)이 지은 승려들의 행적기이다.
《해동고승전》은 《삼국사기》, 《삼국유사》와 더불어 삼국시대의 역사를 알 수 있는 중요한 자료이다. 특히 훗날 일연은 《삼국유사》를 지으면서 《해동고승전》의 내용을 많이 참고하였다.
오랜 세월 동안 《해동고승전》은 소실된 자료로 알려져 있었다. 하지만 20세기 초 경상북도 성주군 성주읍의 한 불탑에서 일부가 발견되면서 존재가 세상에 알려졌다. 10권 이상으로 알려진 《해동고승전》은 현재 2권만이 전해지고 있다. 그 두 권에는 당대에 활동했던 18명의 승려들의 전기가 실려 있다. 아쉽게도 원효와 같은 유명한 승려들의 전기는 발견되지 않았다.

## 내용
《해동고승전》의 현존판에는 책머리에는 석보(釋譜)와 불교의 동방 전래를 기록하였으며, 다음 인물의 일대기가 수록되어 있다. (원본 순서)
1. 순도(順道) (알 수 없음)
2. 이름이 알려지지 않음(亡名) (고구려)
  1. 해동불교의 전래
  2. 대각국사의 활약
3. 의연(義淵) (고구려)
4. 담시(曇始) (중국)
5. 마라난타(摩羅難陀) (인도)
6. 아도(阿道) (인도?)
7. 법공(法空) (신라)
8. 법운(法雲) (신라)
9. 각덕(覺德) (신라)
10. 지명(智明) (신라)
11. 원광(圓光) (신라) - 진평왕 시대의 승려(세속오계)
12. 안함(安含) (신라)
13. 아리야발마 (신라?)
14. 혜업(慧業) (?)
15. 혜륜(慧輪) (신라)
16. 현각(玄恪) (신라)
17. 현유(玄遊) (고구려)
18. 현태(玄太) (신라)

## 같이 보기
- 한국의 불교
- 김대문

## 참고 문헌
- 이 문서에는 다음커뮤니케이션(현 카카오)에서 GFDL 또는 CC-SA 라이선스로 배포한 글로벌 세계대백과사전의 내용을 기초로 작성된 글이 포함되어 있습니다.